# Simeon Toribio
Simeon Galvez Toribio (Zamboanga, 6 agosto 1905 – Carmen, 5 giugno 1969) è stato un altista e politico filippino.

## Biografia
Dal 1921 al 1934 Toribio vinse cinque medaglie d'oro ai Giochi dell'Estremo Oriente, i predecessori dei moderni Giochi asiatici.
Toribio rappresentò tre volte le Filippine ai Giochi olimpici, sempre nella gara del salto in alto: ad Amsterdam 1928 si posizionò quarto con 1,91 m, stessa misura ottenuta dal francese Claude Ménard che vinse la medaglia di bronzo. A Los Angeles 1932 riuscì a conquistare il bronzo olimpico superando l'asticella posta a 1,97 m. Infine, a Berlino 1936, quando fu portabandiera per le Filippine, si classificò dodicesimo.
Al di là della carriera sportiva, Toribio era avvocato. Nel 1941 fu eletto alla Camera dei rappresentanti delle Filippine in rappresentanza del secondo distretto di Bohol e rimase in  carica fino al 1953.

## Palmarès
| Anno | Manifestazione            | Sede        | Evento        | Risultato | Prestazione | Note |
| ---- | ------------------------- | ----------- | ------------- | --------- | ----------- | ---- |
| 1928 | Giochi olimpici           | Amsterdam   | Salto in alto | 4º        | 1,91 m      |      |
| 1932 | Giochi olimpici           | Los Angeles | Salto in alto | Bronzo    | 1,97 m      |      |
| 1936 | Giochi della XI Olimpiade | Berlino     | Salto in alto | 12º       | 1,85 m      |      |